# عملية إنقاذ فتية كهف ثام لوانغ
في 23 حزيران/يونيو 2018 اُحتجزت مجموعة من اثني عشر فتىً تتبع لفريق كرة قدم محلي أعمارهم ما بين 11 و16 سنة جنباً إلى جنبٍ مع مدربهم في كهف ثام لوانغ نانغ نن الواقع في محافظة تشيانغ ري التايلندية وذلك عقِب هطول أمطار غزيرة غمرت الكهف جزئيا في أثناء وجودهم. أُبلغ عن الفتية ومدربهم كمفقودين بعد اختفائهم بساعات قليلة وجرت عمليات البحث على الفور، وعلى الرغم من العثور على متعلقات رجحت وجود المجموعة في الكهف إلا أن جهود تحديد موقعهم أُعيقت بسبب ارتفاع منسوب المياه التي منعت الوصول إلى حُجَر الكهف الداخلية، والذي يعني عدم إمكانية التواصل معهم لأكثر من أسبوع. جهود الإنقاذ توسعت لتصبح أمراً بالغ الأهمية بعملية تقودها الحكومة وسط تغطية إعلامية مكثفة واهتمام من العامة
جاهد الغواصون وحاولوا المرور عبر فجوات ضيقة ومياه موحلة ليكتشفوا أن كافة المفقودين على قيد الحياة قابعين على صخرة عالية ترتفع حوالي 4 كيلومتر (2.5 ميل) عن ثلمة الكهف وذلك في الثاني من يوليو/تموز أي بعد تسعة أيام من فقدانهم. وقال المسؤولون أن الفتية لكي يخرجوا من الكهف فإنهم قد يكونوا بحاجة لتعلم الغوص أو الانتظار لأشهر كي تنحسر الفيضانات عِقب الرياح الموسمية. وفي العاشر من يوليو، تم إنقاذ كافة الفتية ومدربهم.
شارك في عملية الإنقاذ أكثر من 1000 شخص، منهم من البحرية التايلاندية وفرق متطوعة ومساعدة ومتخصصة من عدة بلدان.

## الأحداث
- في 5 يوليو 2018 تلى وزير الدفاع التايلاندي الجنرال براويت ونجسوان تصريح ملك تايلاند الذي تم بثه على قناة «تهاي بي بي إس». أعلن الوزير أن «صاحب الجلالة يتابع عن كثب عملية إنقاذ الأطفال الذين تم العثور عليهم ويعرب عن قلقه إزاء احتمال زيادة كثافة هطول الأمطار التي قد تسبب فيضانات جديدة في كهف ثام لوانغ نانغ نن الذي حوصر فيه فريق الناشئين لكرة القدم.»[5]
- في ليلة الخامس من يوليو، لقي عامل إنقاذ تايلندي اسمه «سامارن بونان» حتفه في محاولة لوضع أسطوانات أكسجين في طريق خروج محتمل.[6]
- في صباح الثامن من يوليو قام مسؤولون بتوجيه طاقم وسائل الإعلام المتواجدة حول مدخل الكهف لإخلاء المنطقة لقرب تنفيذ عملية الإنقاذ بسبب خطر اقتراب هطول الأمطار الموسمية نهاية الأسبوع لتغمر الكهف حتى نهاية شهر أكتوبر. تم إرسال ثلاثة عشر غواصاً لتجاويف الكهف لجلب الفتية باستخدام «نظام الرفيق» حيث يجلب كُل غواص شخصاً من العالقين.[7] إذا نجحت الطريقة فإن الغواصين والفتية سيكونوا خارج الكهف خلال الأحد عشر ساعة القادمة. لكن السلطات صرحت أن استخراج الكُل قد يأخذ أياما.[8] رجال الإنقاذ ذكروا أن مستويات الماء المنخفضة قللت الوقت المستغرق للوصول لمدخل الكهف.[9]
- في مساء يوم الثامن من يوليو، بعد الساعة السابعة بقليل، صرح مسؤوولون محليون لوسائل إعلام مختلفة[10] أن إثنين من الفتية العالقين تم إنقاذهم ونقلهم لمستشفى تشيانغ ري الأقليمي.[11] ثم عقِب ذلك بوقت وجيز خروج أثنين آخرين من الفتية وتم متابعتهم من قبل المسعفين حول الكهف.[12][11] عملية الإنقاذ قد تأخذ أياما لأن بين جولات الإنقاذ يقوم العاملون مُجبرين بتغيير الهواء اللازم للتنفس والمعدات الأخرى حيث تأخذ هذه العملية من عشرة لعشرين ساعة بين كل جولة.[13][11]
- في التاسع من يوليو بلغ إجمالي عدد الفتية المُنقذين ثمانية حيث تم إنقاذ أربعة منهم قبل نهاية اليوم الثاني من عمليات الإنقاذ.[14]
- أُنقذ كافة الفتية الأثنى عشر ومدربهم في العاشر من يوليو،[15] حيث تم إنقاذ الأكثر عافية أولاً لكونهم الأكثر حظاً في نجاة مسار الخروج أولاً بنظر المسؤولين.[16]

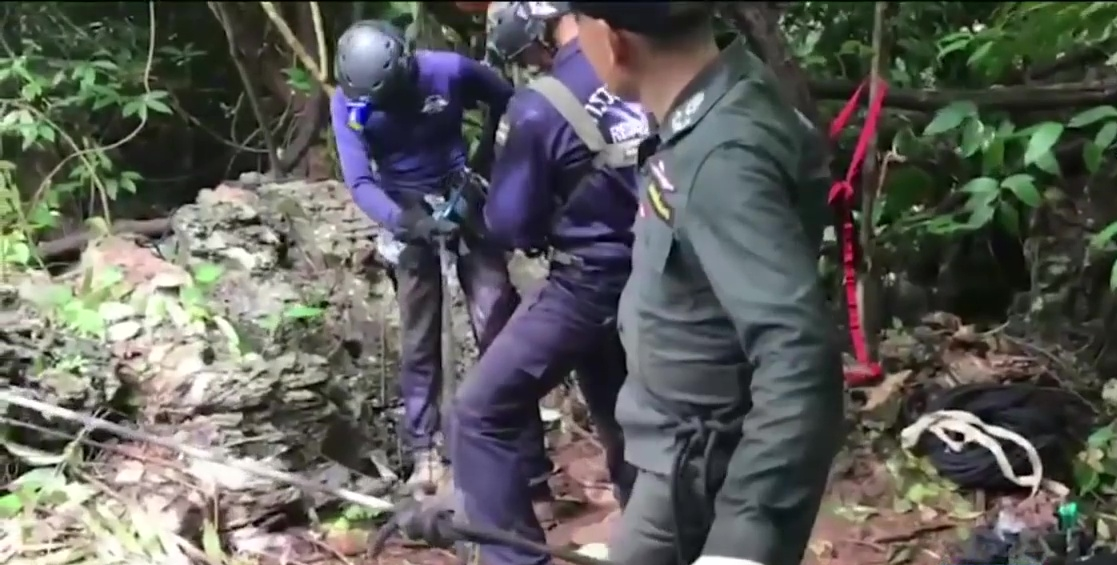
رجال الإنقاذ يبحثون عن فتحات ممكنة كمداخل بديلة إلى لكهف ثام لوانغ.

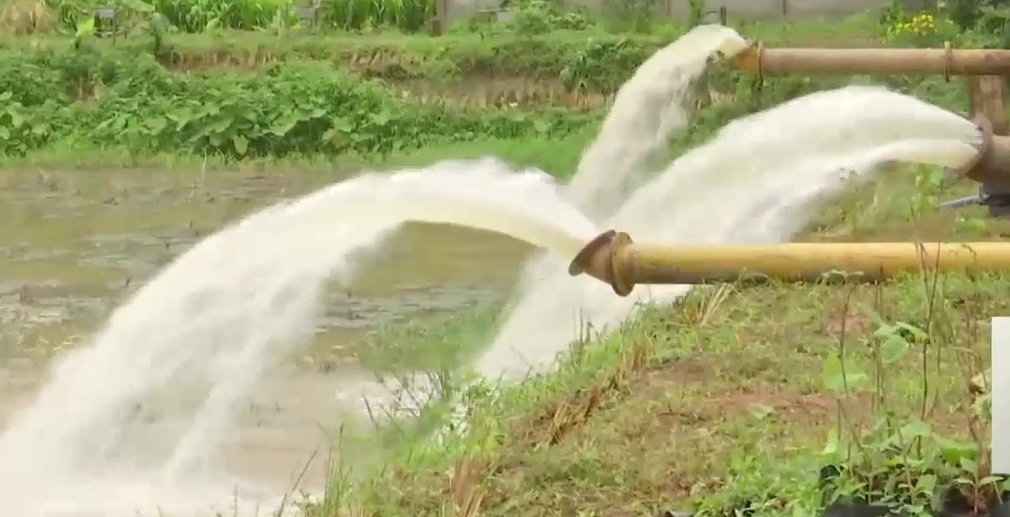
اُستخدمت مضخات تصريف لتفريغ الماء من الكهف إلى البحيرات.

## ردود الفعل

### محلياً
تطوع سكان من محافظة تشيانغ ري للقيام بالطبخ والتنظيف وغيرها من أشكال الدعم لعائلات الفتيان المفقودين وفرق الإنقاذ في المعسكر الذي أُقِيم عند فوهة الكهف. كما وظِفتْ وسائل التواصل الاجتماعي بهدف لفت الأنظار تجاه محاولات الإنقاذ. كما قضى زملاء وأساتذة الفتيان المفقودين وقتاً للترتيل الروحي ولصلاة أملاً بعودتهم سالمين. وبادرت المدارس المحلية بالتبرع بالمال لمساعدة أهل الصِبْيَة العالقين في المصاريف المعيشية حيث توقفت أعمال كثير من أهل الفتيان لمتابعة محاولات الإنقاذ.

### وطنياً
زار رئيس الوزراء التايلاندي برايوت تشان أوتشا موقع البحث والإنقاذ يوم السادس وحثَّ عائلات الصِبْيَة المفقودين على عدم فقدان الأمل في إنقاذ أبنائهم.

### دولياً
شارك في العملية متطوعون وفرق إنقاذ ومساعدة تقنية من عدة بلدان ومنها المملكة المتحدة والصين وميانمار ولاوس وأستراليا والولايات المتحدة وروسيا وإسرائيل وفنلندا وأوكرانيا والسويد.
عرض رائد التكنولوجيا والأعمال إيلون ماسك استخدام ما لدى شركته من تقنيات وخبرات وقال بأن وحدات بطارية تيسلا باوروول قد تأمن مزيداً من الطاقة الكهربائية من أجل استعمال مضخات أكثر قوة، واقترح أن استعمال رادار ذا بورنج كمباني المخترق للأرض قد يُساعد في تحديد موقع الأعمدة الكائنة. كما اقترح ماسك أيضاً استخدام أنبوب نايلوني قابل للنفخ الهوائي وإدخاله في شبكة الكهف، ما سيسمح للفتيان بالعودة عبر الأنبوب.
أرسل رئيس الاتحاد الدولي لكرة القدم جياني إنفانتينو رسالة إلى اتحاد تايلاند لكرة القدم يدعو فيها الأطفال ومدربهم إلى حضور نهائي كأس العالم لكرة القدم 2018 في روسيا في حال سنحت الظروف بذلك.